# Osmunda claytoniana
Osmunda claytoniana is een varen uit de koningsvarenfamilie (Osmundaceae). Het is een grote, terrestrische varen die te vinden is in het oosten van Noord-Amerika en in Oost-Azië.
Fossiele fragmenten van bladen, sterk gelijkend op die van O. claytoniana en voorlopig geklasseerd als Osmunda claytoniites, worden reeds aangetroffen in het Trias, 200 miljoen jaar geleden. Indien dit inderdaad over diezelfde soort gaat dan zou O. claytoniana de oudste nog levende varensoort op aarde zijn.

## Naamgeving enetymologie
- Synoniem: Osmundastrum claytonianum (L.) Tagawa (1941), Osmunda interrupta Michx. (1803), Plenasium claytonianum Pr. (1848)
- Engels: Interrupted Fern, Clayton's Fern
- Frans: Osmonde de Clayton

De soortaanduiding claytoniana is een eerbetoon aan de Engelse botanicus John Clayton (1694–1773), die als kolonist in Virginia planten verzamelde. Voor een verklaring voor de geslachtsnaam Osmunda, zie de geslachtsbeschrijving.

## Kenmerken

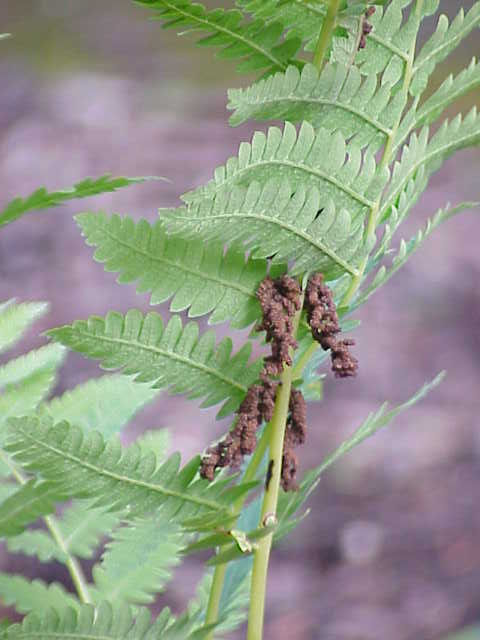
detail sporofyl

Osmunda claytoniana is een grote, overblijvende varen met een grote, kruipende rizoom, waarop de bladen in bundels zijn ingeplant. De bladen zijn dimorf, tot 1 m lang, eenmaal of dubbel geveerd. De steriele bladen of trofofyllen zijn langwerpig tot ovaal, met langwerpige pinnae of deelblaadjes en zittende pinnula of eindblaadjes met ronde top en gave rand. De fertiele bladen of sporofyllen hebben midden in het blad drie tot vier sterk gereduceerde, sporendragende deelblaadjes die snel verwelken, wat de indruk geeft dat er een deel van het blad ontbreekt.
De bladsteel is ongeveer een derde van de lengte van het blad, gevleugeld, aanvankelijk lichtbruin behaard, later glad.
De sporendoosjes zijn groot en naakt, niet gegroepeerd in sporenhoopjes of sori, aanvankelijk groen maar bij rijpheid donkerbruin wordend. De sporen zijn rijp vanaf de lente tot het midden van de zomer.
De steriele bladen kunnen van die van de kaneelvaren (Osmundastrum cinnamomeum) onderscheiden worden door de afwezigheid van bosjes viltige haren aan de basis van de deelblaadjes.

## Habitaten verspreiding
Osmunda claytoniana is een terrestrische plant die groeit op vochtige plaatsen in of langs de rand van het loofbos of zelfs op open plaatsen, dikwijls in het gezelschap van de kaneelvaren (Osmundastrum cinnamomeum), de struisvaren (Matteuccia struthiopteris) en de moerasvaren (Thelypteris palustris). Hij komt voor van zeeniveau tot op 2300 m hoogte.
Zijn verspreidingsgebied is voornamelijk het oosten van Noord-Amerika (noordelijk tot Manitoba, Ontario en Quebec, oostelijk tot Newfoundland, zuidelijk tot Georgia en westelijk tot aan de Mississippi) en Oost-Azië (de Himalaya, Zuid-China, Japan, Korea en Taiwan). Fossiele vondsten uit Europa tonen aan dat hij ooit een circumboreale verspreiding kende.
Geslacht: Leptopteris

Soorten: L. alpina · L. fraseri · L. hymenophylloides · L. laxa · L. moorei · L. superba · L. wilkesiana · L. ×intermedia

Geslacht: Osmunda (+Plenasium)

Soorten: O. angustifolia · O. banksiifolia · O. claytoniana · O. collina · O. gracilis · O. herbacea · O. huegeliana · O. japonica · O. javanica · O. lancea · O. mildei · O. piresii · O. regalis (Koningsvaren) · O. vachellii · O. ×ruggii

Geslacht: Osmundastrum

Soort: O. cinnamomeum (Kaneelvaren)

Geslacht: Todea

Soorten: T. barbara · T. papuana · T. tidwellii